# Šibenice (rozhledna)
Šibenice je rozhledna poblíž vesnice Jamnice v okrese Opava v Moravskoslezském kraji. Betonová stavba o výšce 13 m, která svým tvarem i detaily odkazuje na okolní československé opevnění, se nachází v otevřené krajině v nadmořské výšce 375 m na plochém vrcholu nedaleko kóty U šibenice (377 m n. m.). Otevřena byla v roce 2019.

## Historie
Rozhledna byla postavena v prostoru nedokončené dělostřelecké tvrze Šibenice, která byla budována v roce 1938 v rámci systému československého opevnění. Ačkoliv bylo vyraženo její podzemí, k vybetonování jejích povrchových objektů už vlivem mnichovské dohody nedošlo. Přímo v místě nynější rozhledny měl být postaven objekt pro dělostřeleckou věž OP-Š-S 33 „Katastr“. V okolí se však nachází další objekty lehkého i těžkého opevnění, které vznikly v letech 1937 a 1938. 
Po druhé světové válce zde stála pozorovací věž, která zanikla v 60. nebo 70. letech 20. století. V 70. letech 20. století byl v těsné blízkosti nerealizované dělostřelecké věže postaven prefabrikovaný betonový ženijní úkryt typu ÚŽ-6a.
Zřízení rozhledny v tomto místě bylo dlouhodobě v územním plánu obce Stěbořice. Byla zde plánována ocelová věž, nicméně projektant s ohledem na historii místa a okolní stojící objekty československého opevnění doporučil změnu. Vzhled rozhledny připomínající bunkr navrhl architekt Lumír Moučka. Obec předpokládala, že by rozhledna mohla být otevřena ke 100. výročí vzniku Československa 28. října 2018. Zpozdil se však výběr dodavatele, který by tuto specifickou stavbu zhotovil. Realizace objektu proto začala až v létě 2018 a dokončena byla v závěru toho roku. Během jara 2019 byly prováděny dokončovací práce a terénní úpravy a ke slavnostnímu otevření rozhledny došlo 28. června 2019. Celkové náklady činily asi 3 miliony korun, z toho necelý milion získala obec z dotací Evropské unie. V rámci areálu vzniklo také malé „vojenské cvičiště“ pro děti i dospělé a pro veřejnost byl otevřen i ženijní úkryt ÚŽ-6a. Součástí rozhledny je také expozice o Janu Kubišovi, který po dokončení poddůstojnické školy sloužil v předválečných letech na Opavsku. Obec plánuje zřídit stezku propojující rozhlednu s dalšími místy v okolí, která jsou s Kubišem spojená.
V říjnu 2021 získala rozhledna čestné uznání komise Ceny J. M. Olbricha, kterou uděluje spolek Za Opavu.

## Galerie

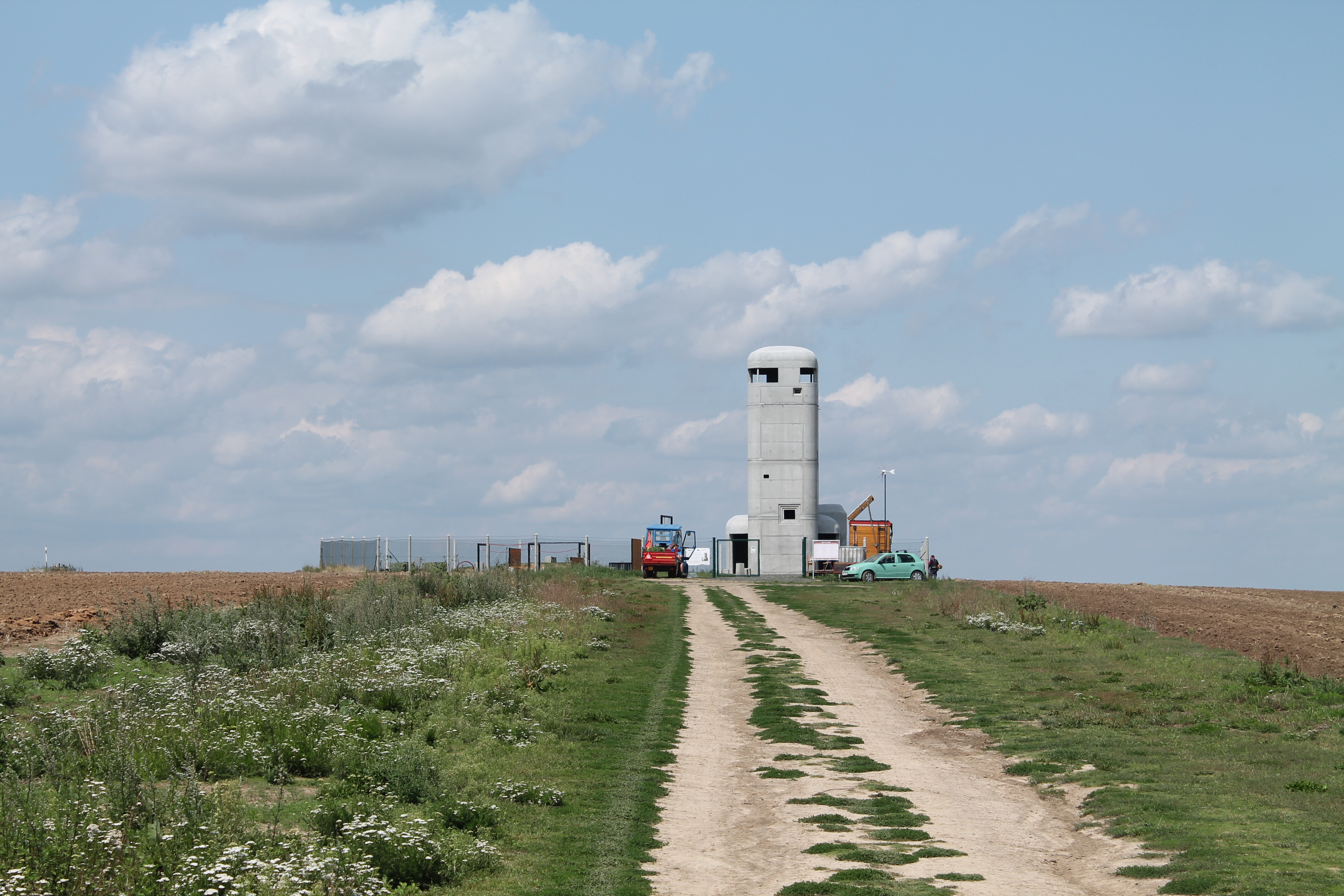
Rozhledna z přístupové cesty
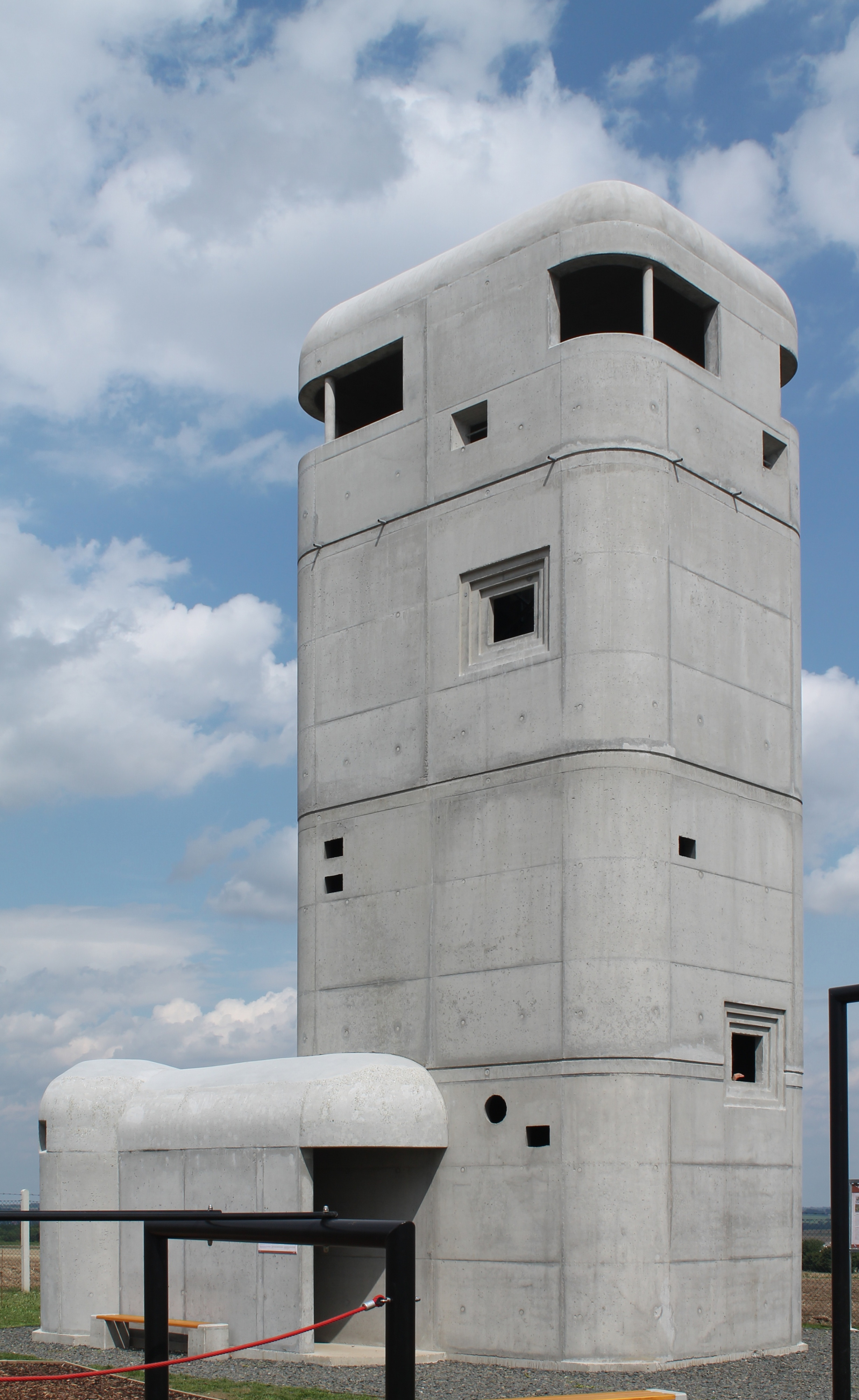
Pohled na věž z cvičiště
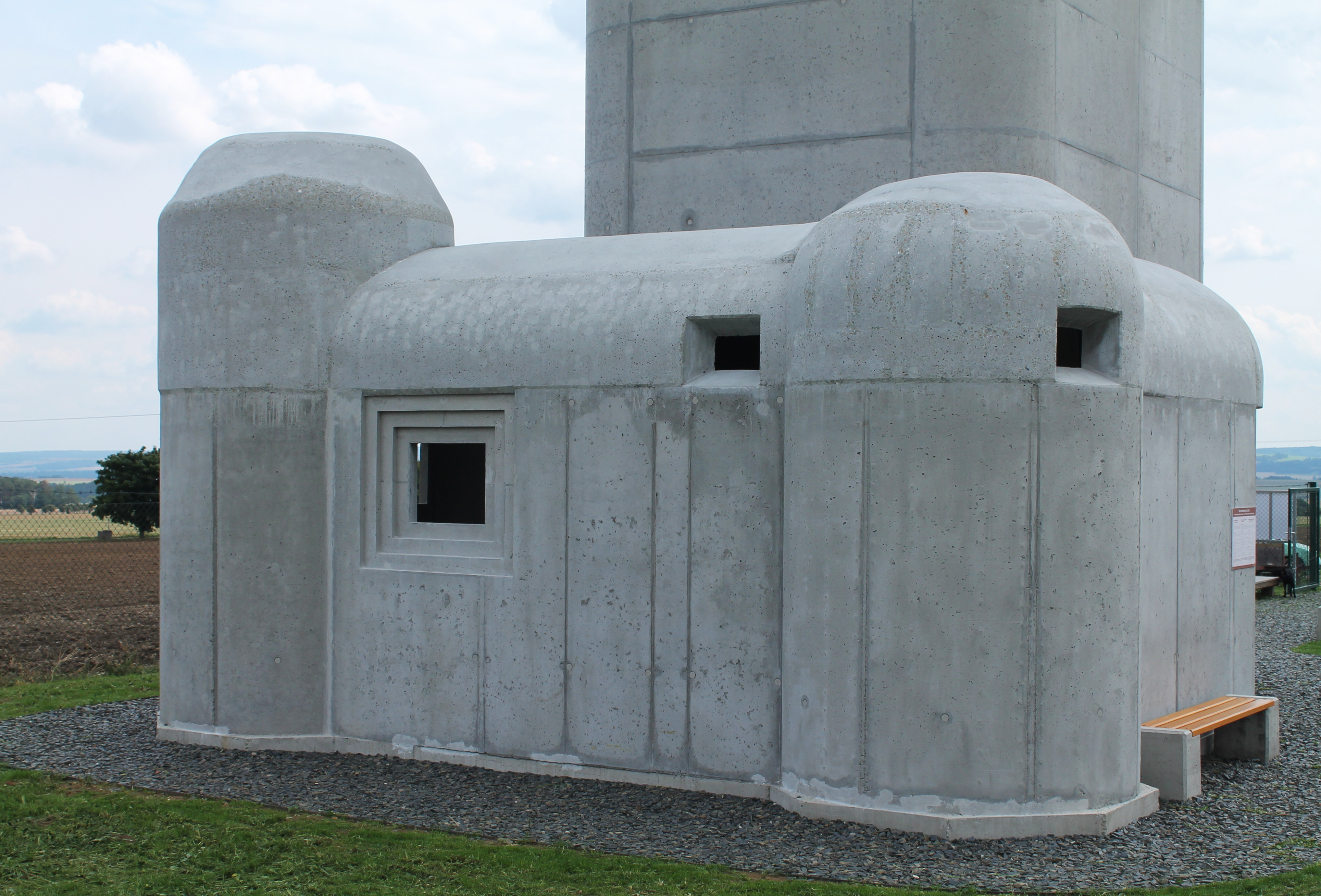
Architektonické řešení přízemí
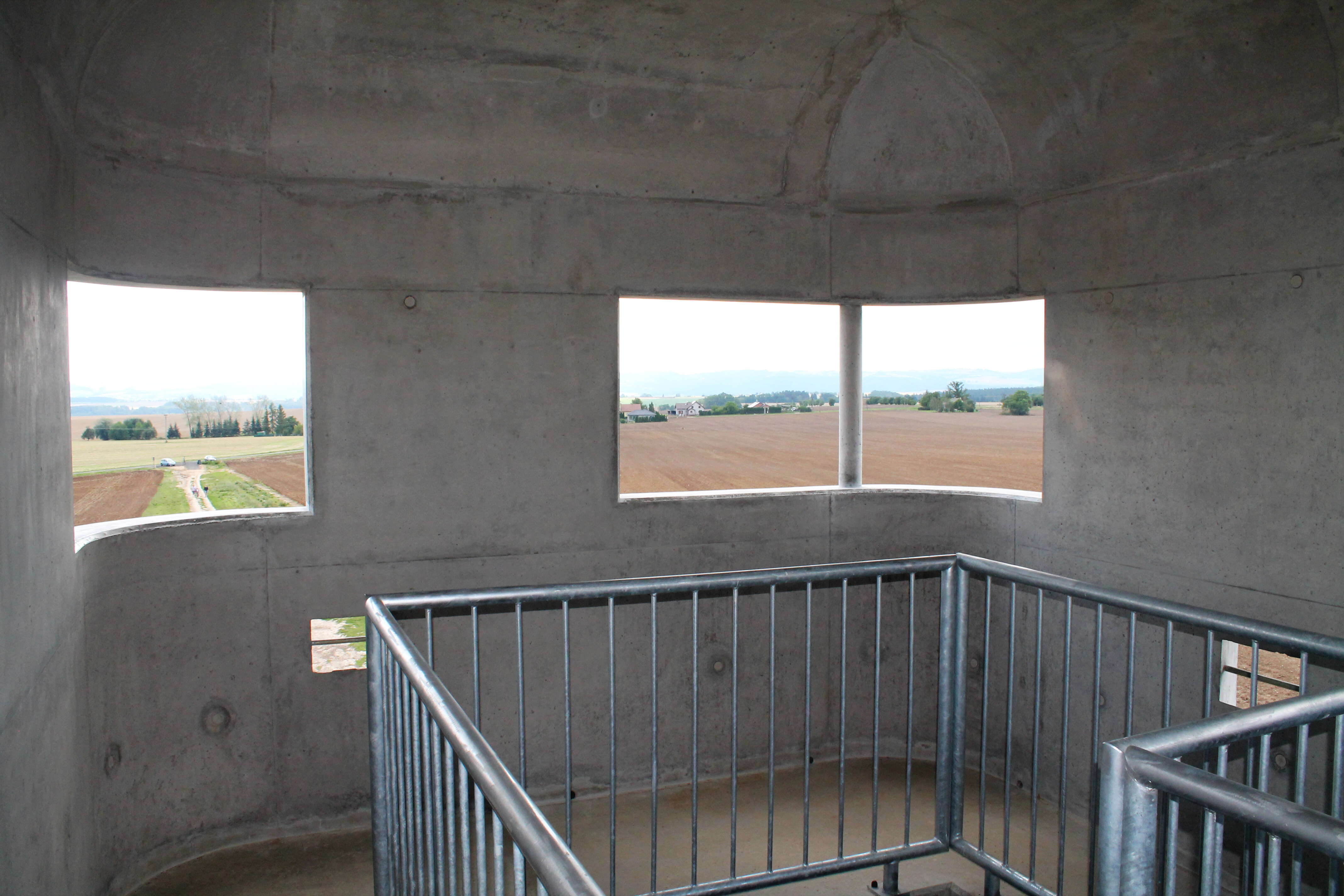
Vyhlídková plošina
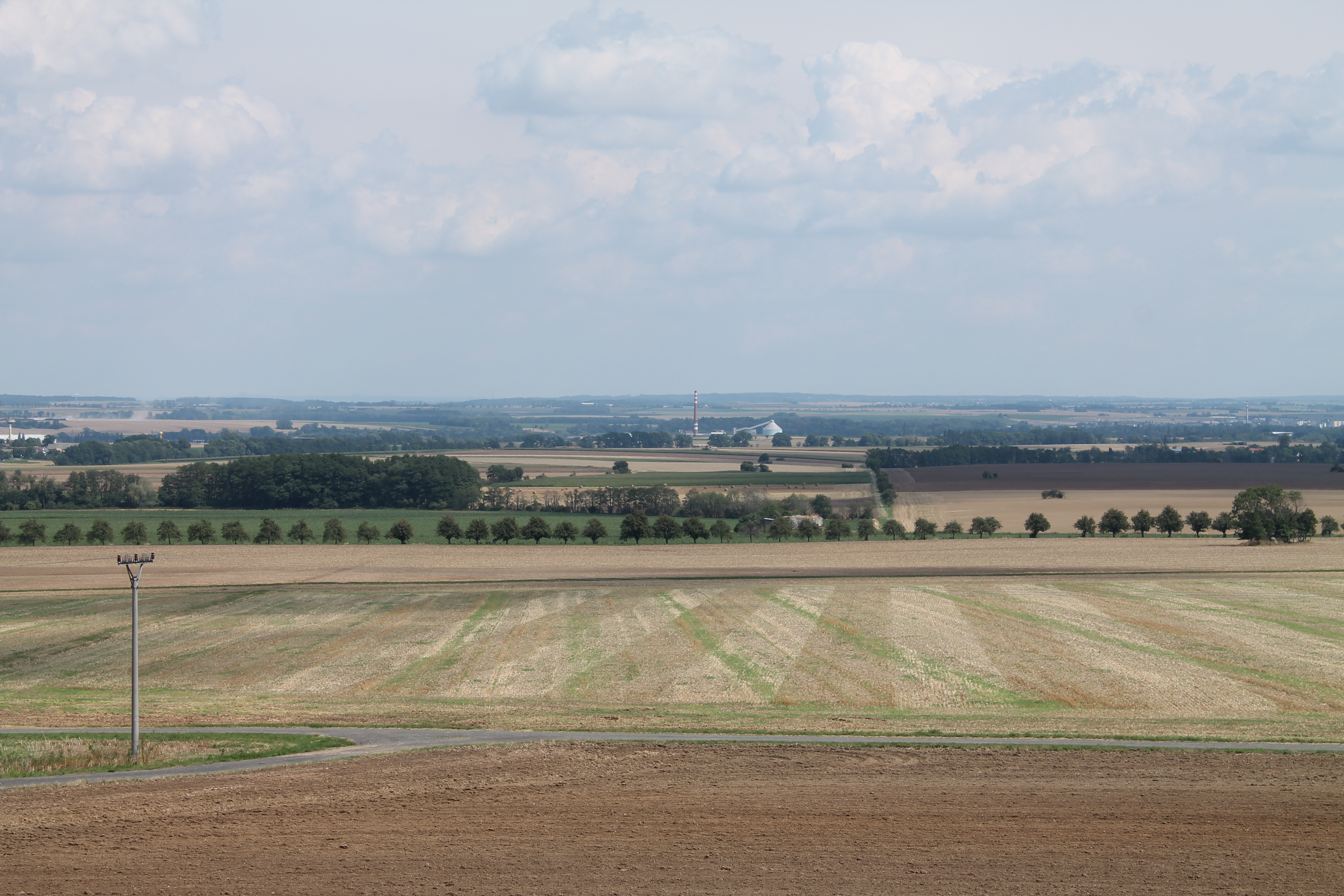
Výhled směrem na východ k Opavě, s postavenými bunkry
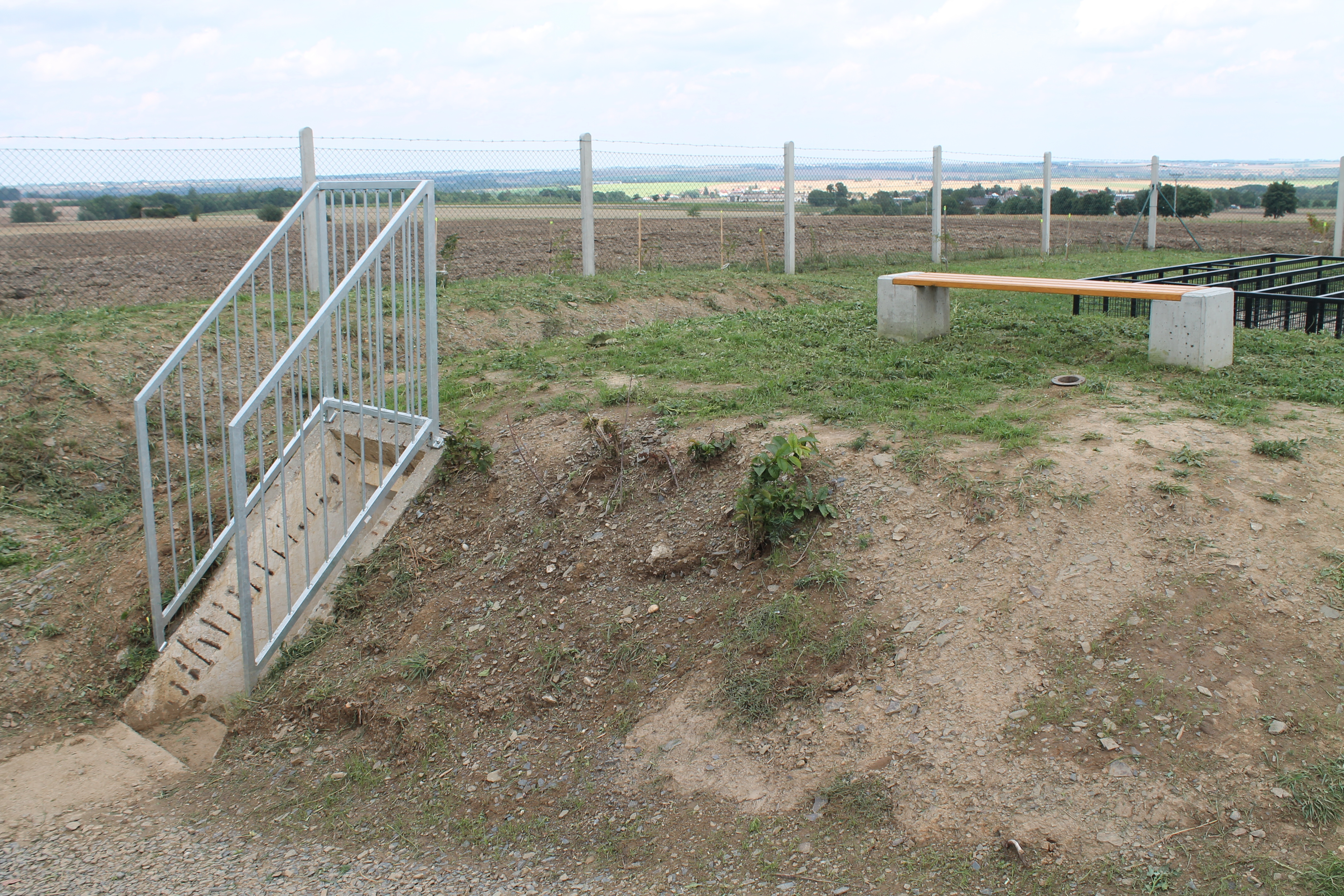
Úkryt ÚŽ-6a
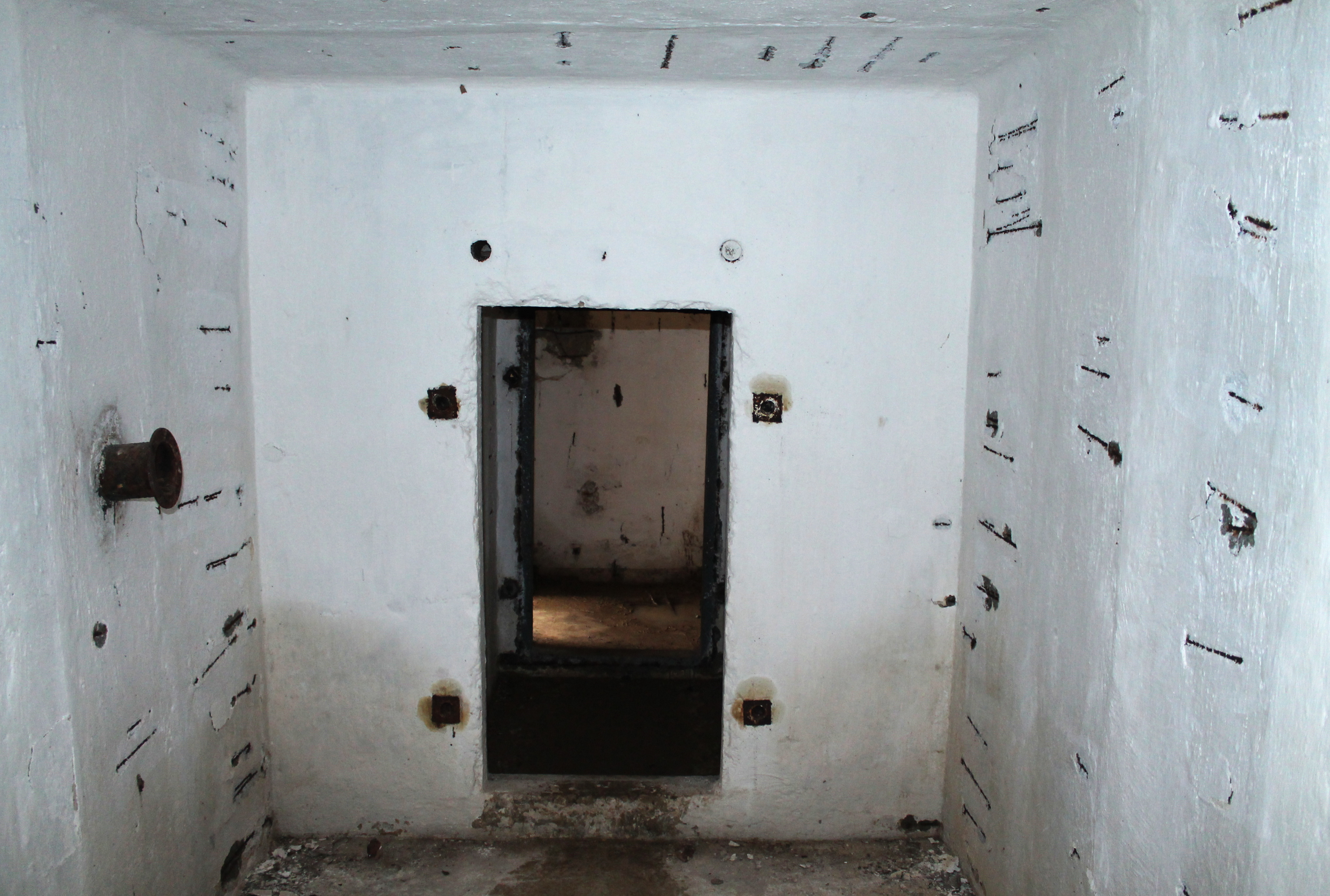
Interiér úkrytu